# Narcopentecostalismo
Narcopentecostalismo é um termo utilizado por jornalistas e pesquisadores para descrever a vinculação entre facções do narcotráfico e religião de fundamentação neopentecostal, a partir da segunda década do século XXI, principalmente no contexto das favelas do Rio de Janeiro, seja adotando simbologia que remete a Israel e ao Velho Testamento, seja através da cooptação direta como forma de lavagem de dinheiro, fenômeno já verificado em outros estados do Brasil.

## Histórico
A aproximação entre o crime organizado, notadamente o narcotráfico, mas também entre as milícias na cidade do Rio de Janeiro, começou a se tornar evidente em meados da década de 1990. Pesquisadores como Christina Vital Cunha, da Universidade Federal Fluminense, registraram o crescimento da chamada "gramática pentecostal", uma visão de mundo cristã calcada em valores neopentecostais. Como assinala a socióloga:
(...)E pensando em toda a doutrina, o modo pentecostal de ver o mundo é, de certo modo, muito próximo à maneira pela qual os traficantes entendem o mundo. Os traficantes veem o mundo como uma luta, uma guerra, um campo de disputas de forças entre o bem e o mal, de disputa de almas e corpos. E, assim como os evangélicos, também precisam de proteção para lidar com esse mundo de guerra.
Christina Vital ressalta que entre os traficantes, o fator de atração para as igrejas evangélicas se dá através da passagem pelo sistema prisional (na qual a conversão possui um caráter utilitário, de proteção dentro da instituição e de status moral e social superior), ou por influência familiar. Entre os milicianos, a socióloga destaca que a influência é quase sempre familiar, mas que a prática costuma estar muito longe do discurso. A conversão de indivíduos de um ou outro segmento criminoso também rende prestígio e capital político nas disputas entre as diversas denominações evangélicas, com pastores concorrendo entre si pelos testemunhos dos convertidos mais famosos.
Mas até o início dos anos 2010, embora já fosse estudado pela academia, o fenômeno ainda não havia despertado a atenção da grande mídia. Isto começou a mudar em 2013, quando surge na cidade do Rio de Janeiro o grupo criminoso "Bonde de Jesus", liderado por Fernando Gomes de Freitas, o "Fernandinho Guarabú", morto em confronto com a polícia em 2019. Entre outras ações violentas, o "Bonde de Jesus" tornou-se conhecido pela intolerância religiosa, voltada principalmente contra praticantes de umbanda e candomblé, que tiveram seus locais de culto invadidos e vandalizados no Morro do Dendê, complexo de favelas na Ilha do Governador, Zona Norte da capital fluminense; foi proibido o uso de guias e roupas brancas, e mães e pais de santo foram expulsos da comunidade (práticas que foram incorporadas por outras facções criminosas e continuam a ocorrer até a atualidade). Há também relatos de embaraço ao culto católico, embora em menor grau comparado a perseguição contra as religiões afro-brasileiras.
Após a morte de Fernandinho Guarabú, com a conversão de parte da cúpula do Terceiro Comando Puro (TCP) ao neopentecostalismo dentro do sistema prisional, houve uma aproximação desta facção com outro grupo que até então era visto como inimigo: os milicianos. Diferentemente dos traficantes, cujas atividades podem ser inequivocamente caracterizadas como criminosas, os milicianos atuam numa zona cinzenta que lhes permite viver dentro da "legalidade" e até mesmo gozar de considerável influência social e política em seus redutos, aspecto apresentado ao grande público no filme Tropa de Elite 2: O Inimigo Agora É Outro.
Como os "negócios" de ambas as organizações em tese não se cruzam (traficantes vendem drogas e milicianos fazem extorsão de moradores e comerciantes e/ou vendem serviços piratas e superfaturados), a aliança permitiu ao TCP, a partir de maio de 2020, ampliar e manter com êxito seu domínio em áreas antes controladas pelos arquirrivais do Comando Vermelho, como no assim denominado Complexo de Israel (área composta pelas comunidades de Parada de Lucas, Cidade Alta, Pica-Pau, Cinco Bocas e posteriormente Quitungo, em Brás de Pina, na Zona Norte do Rio). A região é comandada por Álvaro Malaquias Santa Rosa, o "Arão" ou "Peixão", o qual supostamente teria sido ordenado pastor por uma igreja evangélica, segundo informações da Polícia Civil do Rio de Janeiro.

## Lavagem de dinheiro
Uma preocupação da sociedade civil demonstrada numa entrevista em 2021 com a socióloga Christina Vital, foi a da possibilidade da aproximação entre evangélicos e traficantes estar ocorrendo por motivos menos nobres, qual seja, a lavagem de dinheiro. Perguntada se as centenas de templos evangélicos espalhados pelo Brasil poderiam estar servindo para esta finalidade, ela declarou:
Ouvi comentários sobre pastores que "esquentavam" dinheiro de traficantes para que esses saíssem da "vida do crime". Assim, colocavam no nome próprio e de familiares do líder propriedades rurais, lojas e outros negócios como meio de viabilizar uma "nova vida" para seus liderados. No caso de milicianos, tal prática é desnecessária em vista de vários deles terem uma vida civil estável.(...) Com os traficantes é diferente: vários têm passagens no sistema penitenciário ou são fugitivos da Justiça.
O que era então suspeita, viu-se confirmado em 2023 num caso envolvendo uma alta liderança do Primeiro Comando da Capital, Valdeci Alves dos Santos, o "Colorido", o irmão dele, Geraldo dos Santos Filho, mais conhecido como Pastor Júnior, e a mulher de Geraldo. O grupo foi acusado pelo Ministério Público do Rio Grande do Norte (MPRN) de lavar 25 milhões de reais oriundos do tráfico de drogas, através da compra de sete igrejas no RN e no estado de São Paulo. Segundo o MPRN, o esquema ocorria há mais de duas décadas e era liderado por Colorido, que atualmente cumpre pena na Penitenciária Federal de Brasília.

## Narcorreligião
A historiadora, cientista da religião e pastora pentecostal fluminense Viviane Costa, conta que entre 2015 e 2016, lecionando teologia num seminário da cidade do Rio de Janeiro, teve seus primeiros contatos com a realidade dos egressos do tráfico, que se convertiam em igrejas neopentecostais no estado. Em comunidades da Zona Norte do Rio (Parada de Lucas e Cidade Alta), ela viu paredes pintadas com temas e frases evangélicas, como "Jesus é o dono desse lugar", e ao ir fazer seu mestrado em Ciências da Religião pela Universidade Metodista de São Paulo (UMESP), declarou que estava pronta para contestar o uso do nome de Jesus num contexto de violência. Todavia, ao estudar melhor o assunto, concluiu que a leitura bíblica empregada pelos novos senhores das comunidades, era não a do Novo Testamento, que fala principalmente da vida de Cristo e dos Atos dos Apóstolos, mas muito mais a do Antigo Testamento, onde há um Deus que liberta seu povo da opressão e guia seus guerreiros em batalha até a vitória.
Já a partir de 2016, ela relata ter visto no chamado "Complexo de Israel", a substituição de antigas imagens sagradas com temática católica e/ou sincrética (São Jorge etc), por mensagens simbólicas do universo evangélico pentecostal, como uma forma de dominação do espaço. Justamente pelo fato de ter ocorrido essa transição, de uma forma de religião por outra, Costa rejeita o termo "narcopentecostalismo", preferindo a expressão "narcorreligião", posto que retira a "ideia de ineditismo ou de exclusividade do movimento pentecostal na relação da religião com o crime", e que faria parte de um movimento muito maior, que estaria ocorrendo não somente no Brasil, mas em toda a América Latina. Conforme declara:
A presença da religião na estrutura do crime não é algo novo. Eu prefiro usar "narcorreligião" para pensar de forma mais ampla o papel das identidades religiosas no tráfico de drogas do Rio de Janeiro".
Todavia, é inegável que, na realidade do Complexo de Israel, o tráfico adotou Jesus como o "santo de proteção e de devoção dos novos donos do morro", mesmo que as atividades criminosas sejam incompatíveis com as práticas e valores cristãos. Ainda que líderes e fiéis evangélicos não apreciem ver sua religião vinculada ao crime, Costa ressalta que não há porque duvidar da crença expressada pelos traficantes, da mesma forma que, quando o catolicismo era a religião hegemônica, as pessoas se identificavam naturalmente com ele, mesmo que não fossem praticantes. Desta forma, com a relativização do que é ser evangélico no Brasil do século XXI, um traficante pode se identificar como evangélico, ter práticas evangélicas e até mesmo ser ordenado pastor de uma igreja. Tudo isso, sem abandonar o mundo do crime.
Além do emprego do Antigo Testamento como fundamentação para suas ações (conquista de território, extermínio de inimigos etc), o Estado ocuparia o lugar do diabo, como o grande inimigo a ser combatido. Costa exemplifica com a frase de uma rapper do Complexo de Israel, onde, ao final da música, uma mãe troca "ladrão" por "estado" em João 10:10. Costa enfatiza que existe toda uma luta contra a "presença violenta do Estado nesses espaços, e da ausência violenta do Estado, a falta de recursos, a falta de saneamento básico, aquilo que o Estado pode fazer porque é Estado, ou o que deixa de fazer, e aquilo que as pessoas não podem fazer porque são periféricas, pobres e pretas".

## Críticas
Embora alguns pesquisadores questionem a conversão dos traficantes ao neopentecostalismo, já que isto em tese seria uma contradição flagrante entre o discurso religioso e a prática cotidiana (nem tanto em relação ao Antigo Testamento, o qual em diversas passagens incentiva o extermínio de inimigos em nome da fé, inclusive mulheres e crianças), não há dúvidas em relação à sinceridade de Álvaro Malaquias Santa Rosa, o "Arão", na manifestação da sua religião: "Arão" é o nome do irmão mais velho de Moisés, profeta e "pai de mártires" (o significado do seu nome em hebraico), e este novo Arão congrega centenas de "mártires" bem-armados e dispostos a morrer na defesa das bocas de fumo do Complexo de Israel (também conhecidos como "Exército do Deus Vivo", "Tropa do Arão" ou "Bonde da Cabala", uma referência à Cabala judaica). Seu outro cognome, "Peixão", faz referência ao antigo símbolo cristão do peixe, mas foi atualizado para uma representação em dia com o século XXI, o Peixonauta, personagem de uma animação brasileira voltada para o público infantil. Além de bandeiras de Israel (estado cuja recriação simbolizaria para os evangélicos a proximidade da Segunda vinda de Cristo) visíveis em vários pontos do Complexo, o traficante ordenou que estrelas de Davi fossem pintadas em muros da comunidade. A polícia carioca chegou a encontrar um exemplar da Torá num dos esconderijos atribuídos a ele.
Em relação aos demais convertidos, a socióloga Christina Vital afirma que não há como contestar objetivamente uma afirmação feita pelos próprios envolvidos, acredite-se ou não no fervor da conversão. Conforme relata:
(...)Não é só uma questão de rezar a arma na boca de fumo, que aparece como algo espetacularizado. Eles vão aos cultos mais de uma vez por semana ou o fazem em suas casas, promovem cultos de ação de graças, vários deles pagam dízimo. Não podemos dizer que são falsas conversões.
O pesquisador Diogo Silva Correa contesta a afirmação citando depoimentos, a partir do seu trabalho etnográfico realizado entre 2011-2014 na Cidade de Deus, Zona Oeste do Rio. Segundo ele, o pentecostalismo teria influenciado o tráfico e sido influenciado por ele pela convivência entre os grupos, mas que não poderia se falar numa fusão entre ambos:
Afinal, moradores, traficantes e crentes da Cidade de Deus continuam a saber discernir o que é próprio do mundo da igreja pentecostal e o que é próprio do mundo do crime; grosso modo, eles sabem diferenciar o que é um traficante e o que é um crente.
Como exemplo, cita o dono de uma boca de fumo da Cidade de Deus, que mesmo preso teria mandado retirar estátuas de São Jorge de um altar e substituí-las por uma Bíblia gigante. Segundo o pesquisador, apesar do gesto, nem o traficante nem os demais membros da comunidade o considerariam evangélico. Tratar-se-ia, segundo os demais evangélicos, apenas de um "traficante de coração aquebrantado", já que a prática criminosa é incompatível com a doutrina religiosa.